# Авичи (буддизм)

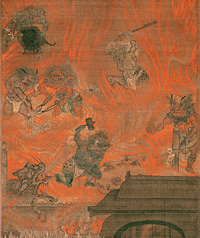
Ад авичи, XIII век, роспись по шёлку, Япония

Авичи (санскр. Avīci) — понятие в буддийской космологии, непрерывный ад, последний из восьми адов, где преступники беспрестанно умирают и вновь рождаются — но всё же не без надежды на конечное спасение.
Согласно буддийской Абхидхарме, Авичи-нарака — самый глубокий восьмой круг горячего ада на глубине 40 000 йоджан, высота ада 20 000 йоджан, столько же, сколько все семь предыдущих адов вместе взятых. Пребывание в этом аду занимает 339 738 624 · 1010 лет, до конца антаракальпы. Поэтому этот ад называется «непрекращающейся наракой». Существа палятся на постоянном огне, это сопровождается страшными мучениями. В этот ад попадают те, кто «отсёк корни благого» — кто из-за приверженности к ложным воззрениям уничтожил в себе ростки не-алчности, не-вражды, не-невежества. В полемике с брахманизмом указывалось, что до такой степени могут опуститься приверженцы Вед — брахманы, которые безнравственностью и неправедными законами поощряют преступность, алчность, злобу.
Люди, обречённые на перерождение в этом аду, обычно совершили одно из пяти тяжких преступлений:
- преднамеренное убийство отца;
- преднамеренное убийство матери;
- убийство архата;
- пролили кровь Будды;
- вызвали раскол в сангхе.